# Acropora pichoni
Acropora pichoni е вид корал от семейство Acroporidae. Видът е почти застрашен от изчезване.

## Разпространение
Разпространен е в Австралия, Вануату, Индонезия, Малайзия, Микронезия, Нова Каледония, Папуа Нова Гвинея, Провинции в КНР, Сингапур, Соломонови острови, Тайван, Тайланд, Филипини и Япония.

## Описание
Популацията на вида е намаляваща.